# Georges Richard
Georges Richard (Жорж Ріша́р) — з 1897 року французький виробник велосипедів та автомобілів. Штаб-квартира розташована в місті Париж. У 1902 році компанія припинила виробництво автомобілів.

## Жорж Рішар
Жорж Рішар народився в 1863 році в сім'ї виготовлювача оптичних приладів, його батько Фелікс Рішар винайшов стереоокуляри, а старший брат — Жюль (1848 р.н.) був автором стереофотоапарата Verascope. Після нетривалого навчання та життя з випадковими заробітками Жоржа беруть в сімейний бізнес, яким з 1871 року заправляв найстарший брат Жюль. Однак Жоржа обтяжувало нудне виготовлення точних приладів, які не приносили ніякої радості, його тягнуло до механізмів. Коли йому не було ще й 30 років, він вирішує розпочати власний бізнес, і відкриває в Парижі невелику майстерню з виготовлення та ремонту велосипедів, до нього приєднався середній брат Фелікс-Максим, якого, щоб не плутати з главою сімейства, звали Максом. Справи у братів пішли непогано, і в 1893 році вони відкривають ще два магазини, незабаром репутація якісної продукції докочується і до поштового і телеграфного агентства Франції, а також військового відомства, які замовляють велосипеди у братів Рішарів. Щоб не вважатися якоюсь майстернею, а все-таки фірмою, брати засновують в тому ж році на базі свого підприємства фірму Société de Construction de cycles et d'Automobiles Georges Richard. Виробляючи тільки велосипеди, Жорж і Макс вже заглядали в майбутнє, і бачили там автомобілі власного виготовлення.

## Заснування компанії. Початок виробництва автомобілів

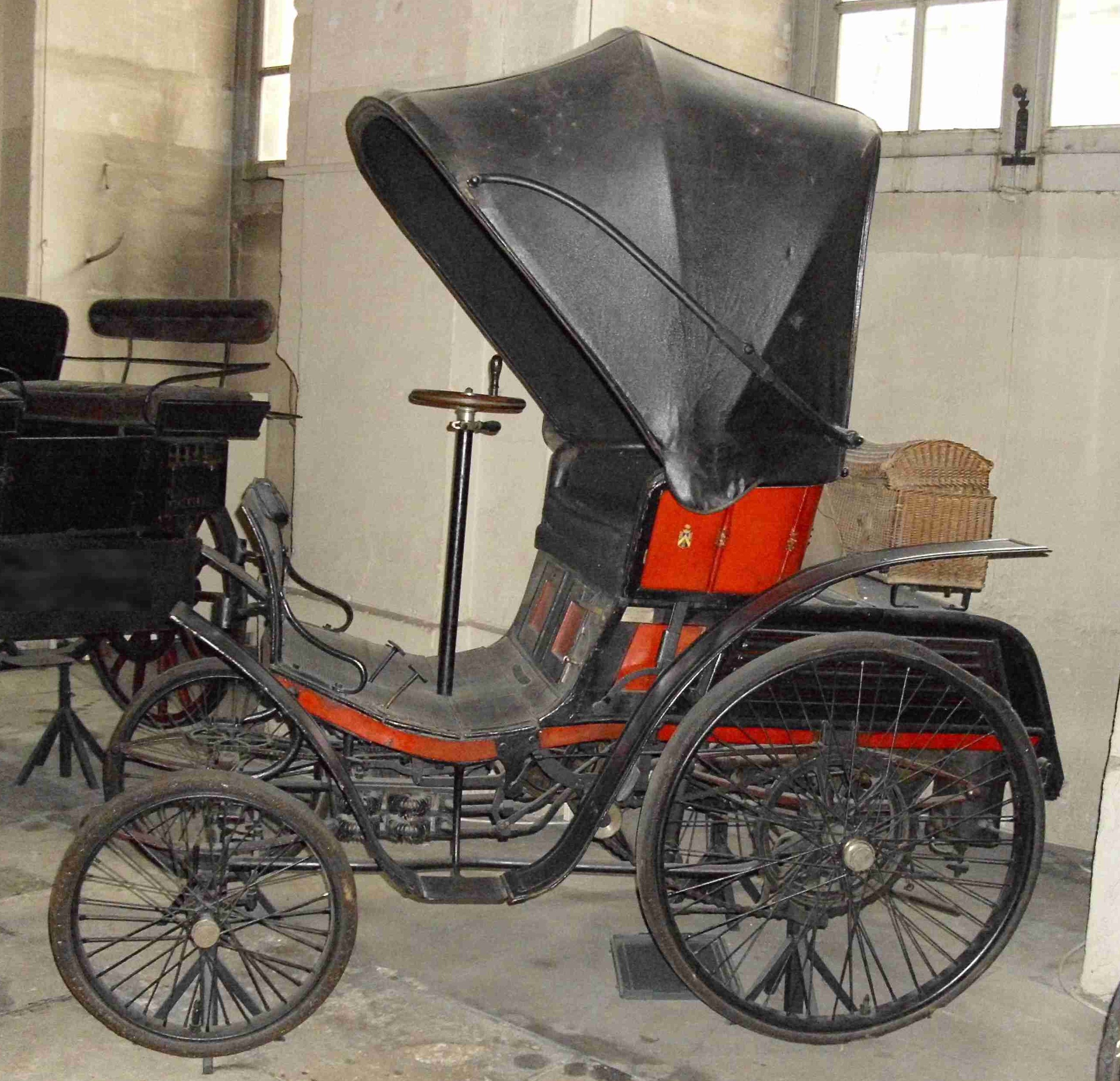
Електромобіль Жоржа і Фелікса-Максима Рішарів. 1897 рік

До свого першого автомобіля вони йшли три роки, коли на виставці безкінного транспорту вони виставили двомісний автомобіль, виготовлений з рам велосипедів зі встановленим на нього одноциліндровим 700-кубовим 3.5-сильним двигуном фірми Benz. Жорж протягом року удосконалив автомобіль, зокрема систему запалювання і ремінну передачу, проте він розумів, що автомобілі зробили ривок вперед і його конструкція застаріла. Попутно Жорж з Максом експериментують з електротягою і будують прототип з ланцюговою передачею, у бензинової машини вона була ремінною, батареї вони встановили під сидінням, а мотором можна було керувати за допомогою 3-ступінчастої трансмісії, яка мала фіксовані швидкості, на 3 передачі машина могла розганятися до 20 км на годину.

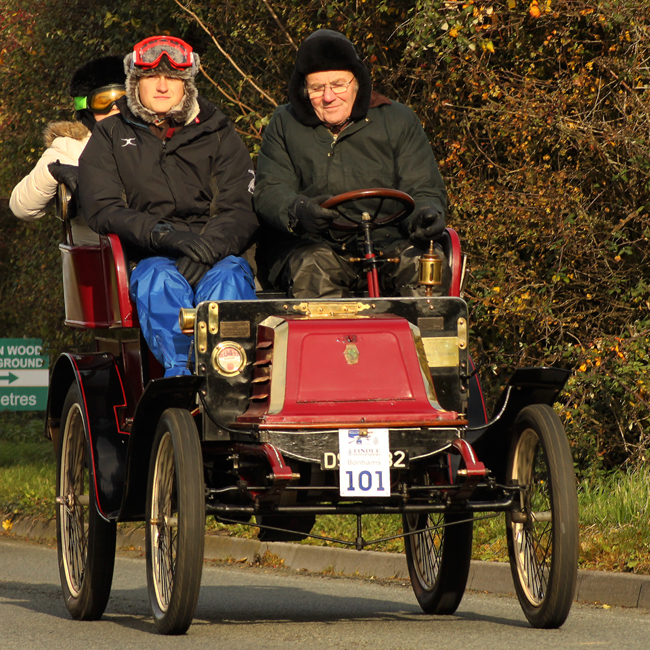
Georges Richard 3.5CV Serie E Tonneau 1901 року

Але всі ці проєкти відсуваються убік, і брати будують новий чотиримісний автомобіль, під капотом якого горизонтально розташовувався 750-кубовий 4-сильний агрегат з одним циліндром фірми De Dion. На новій машині вони вирішують виступити на перегонах за маршрутом Париж-Дьєп, старший брат прийшов 11 в загальному заліку, а молодший брат зійшов із траси через проблеми зі свічками, але завдяки цій проблемі він вирішив присвятити себе удосконаленню різних вузлів автомобілів, у результаті до 1901 року він запатентував свічки, карбюратор з автоматичним налаштуванням, систему зчеплення власної конструкції і т. д..

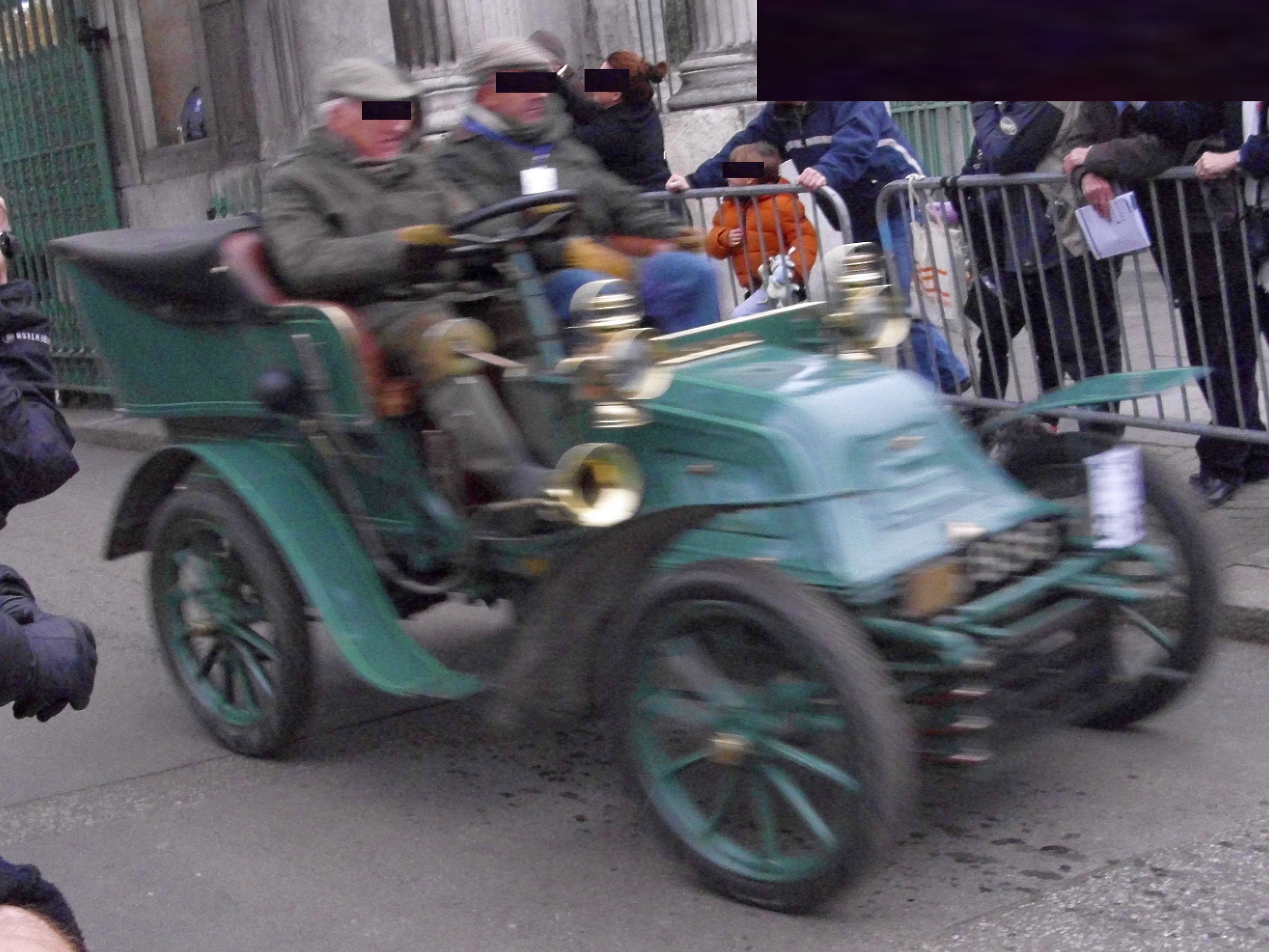
Georges Richard 7CV Tonneu

У 1898 році будують 7-сильний автомобіль з мотором «De Dion» з двома циліндрами і об'ємом 1.4 л, автомобіль був оснащений 4-ступінчастою коробкою передач і карбюратором з автоматичним регулюванням дроселя, який дозволяв тримати задану швидкість, щось схоже на механічні автопілоти, які ще недавно можна зустріти на автомобілях. Жорж і Макс беруть на ній участь в гонках Марсель-Ніцца і займають перше місце, після чого машину показали на Міжнародній виставці автомобілів в Парижі, потім брати вирушили брати участь у «Тур де Франс», але до фінішу машина не дійшла, оскільки брати відлетіли на ній у кювет, але як втішний приз був той факт, що машина при цьому не постраждала, так що на руку була реклама міцній конструкції. Завдяки успіхам у спорті та хорошій репутації продукції компанією зацікавився швейцарський банкір Бентц Одеу, який вирішує спонсорувати підприємство, тим самим фірма братів стає першою у Франції, за якою стояли банкіри. Приплив грошей дозволяє фірмі переїхати на нові потужності в Іврі-Порте і збільшити штат співробітників до 300 чоловік, попутно компанія перейменовується в Société des Anciens Etablissements Georges Richard.

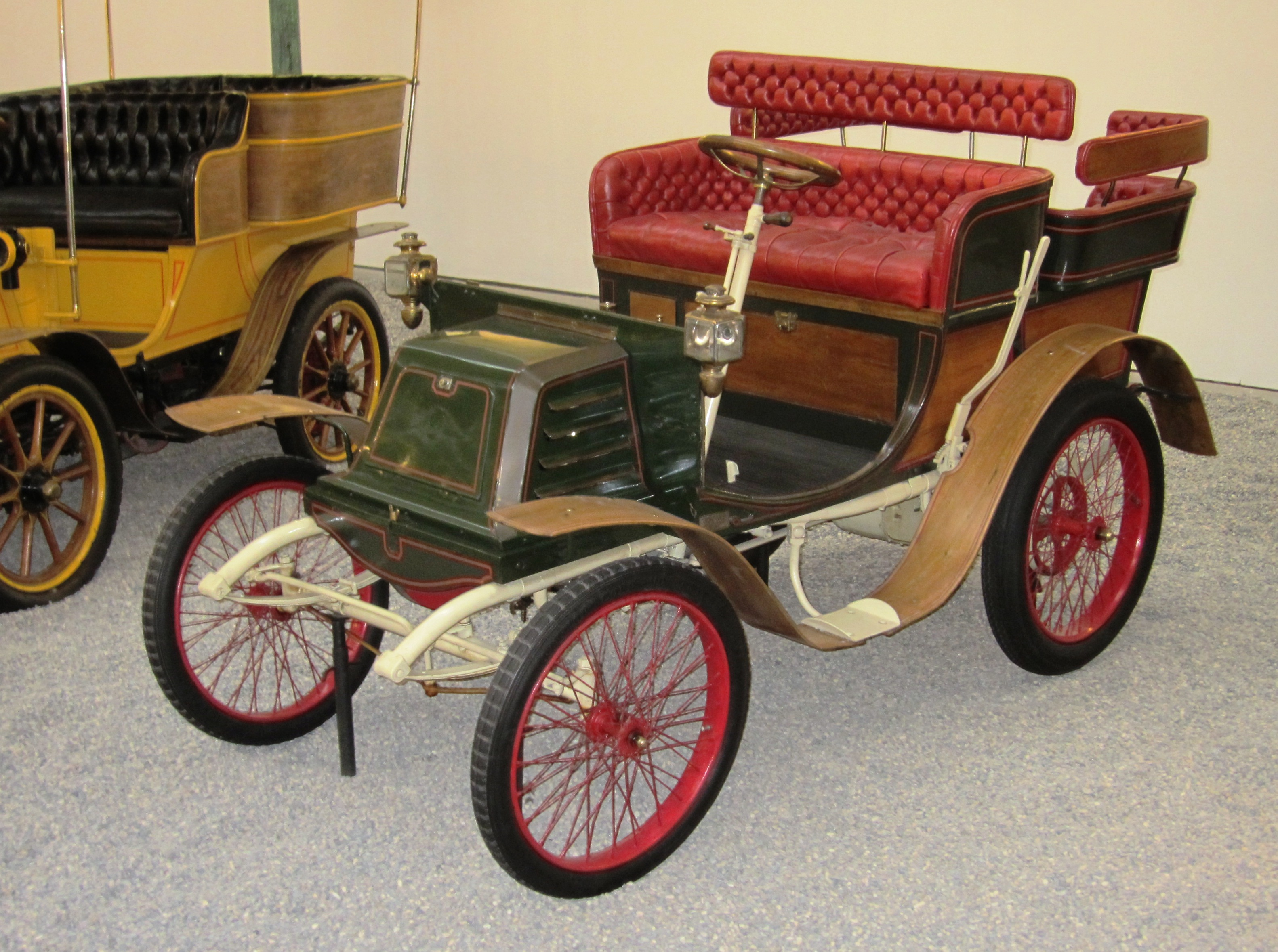
Georges Richard Type A 3CV Le Poney

У 1899 році Жорж Рішар знайомиться на велосипедній виставці в Брюсселі з Алексісом Вівініюсом, який ще в 1897 році сконструював один зі своїх автомобілів, який він підготував до виробництва тільки в цьому році. Рішар вирішує укласти договір з бельгійцем, але умовою контракту був факт доказу надійності автомобіля, оскільки головною причиною успіху підприємства було виготовлення лише надійної техніки. У липні 1899 року Алексіс Вівініюс вирушає з Брюсселя до Парижа, подолавши шлях без особливих поломок з середньою швидкістю в 23 км/год, бельгієць повертається додому з контрактом в кишені. Vivinius випускався за ліцензією німецькою фірмою De Dietrich, а також британською фірмою з американською назвою New Orleans. Бельгійська машина мала вертикально встановлений одноциліндровий 800-кубовий двигун повітряного охолодження, потужністю 3 к.с., виробництва фірми De Dion, на який встановили систему живлення Жоржа Рішара, 2-ступінчасту ремінну передачу, металеву раму, зварену з велосипедних рам (Вівініюс, так само як і Рішар, спочатку спеціалізувався на велосипедах), кузов був 2-місний, на відміну від власної продукції Georges Richard. У цього автомобіля замість керма був встановлений румпель. Автомобіль споживав по 8 літрів бензину на сотню і розганявся аж до 50 км на годину, за невибагливість невелику машину прозвали «Поні» — Le Poney.

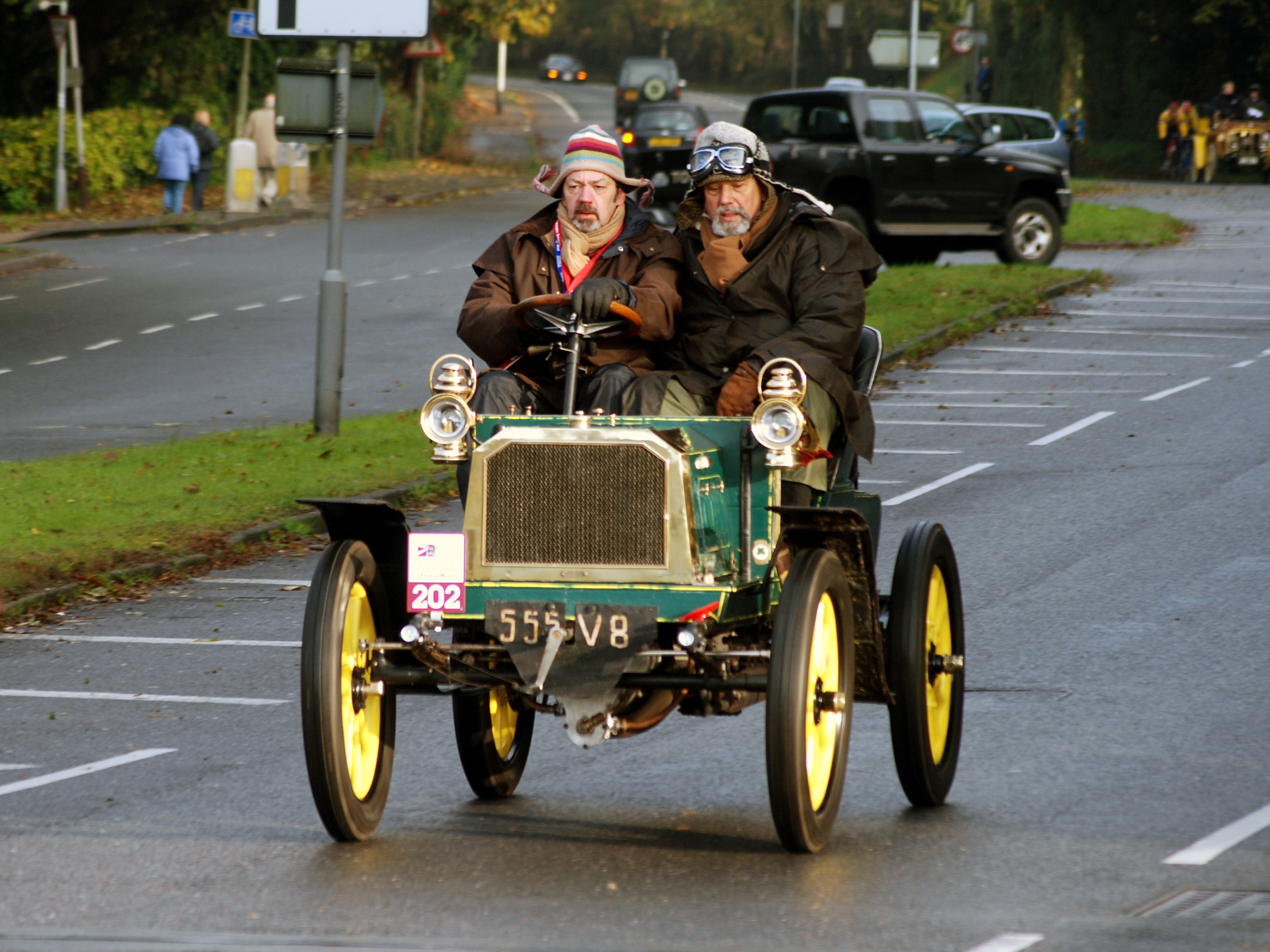
Georges Richard 1902 року

Поступово машини модернізувалися, так до 1901 року «Поні» став 3-місним, двигун додав потужності і тепер розвивав 6 к.с., трансмісія отримала 3 ступені, не забувалися і автомобілі власної конструкції, так 2-циліндрові моделі розвивали вже до 10 к.с.. У тому ж році з'являється нова модель Type 1 6CV, під капотом був 6-сильний двигун, який приводив задній міст за допомогою кардана, а не ланцюга або ременя, як у колишніх моделей. Щоб просувати свою продукцію, господарі фірми продовжували брати участь у спортивних заходах, причому не тільки у Франції, Німеччині чи Великій Британії, але і в дальній для них Росії, зокрема в Санкт-Петербурзі. У листопаді 1901 року в компанію приходить Шарль-Анрі Бразьє, колишній головний інженер фірми Mors, яка встигла зробити собі ім'я завдяки перемогам у спортивних змаганнях. Бразьє будує ряд нових моделей: 4-циліндровий 16-сильний 2.5-літровий автомобіль 15/20CV, крім них він ще виготовив 2-циліндровий 10/12CV і маленький 5CV.

## Компанія Richard-Brasier
Завдяки надійності конструкції, непоганому попиту і перемогам в автоспорті, принесеними Барійє і Корнбьє, брати вирішують перейменувати продукцію в Richard-Brasier, а фірму — в Société Anonyme des Automobiles G. Richard-Brasier. Автомобілі цієї марки вважалися спортивними й елегантними, кузови для них будувала кузовобудівна еліта типу Binder, Labourdette або Kellner, в 1902 році підрахунки фірми показали, що за останні три роки виготовили і продали близько 1100 автомобілів, що було непогано для того часу.

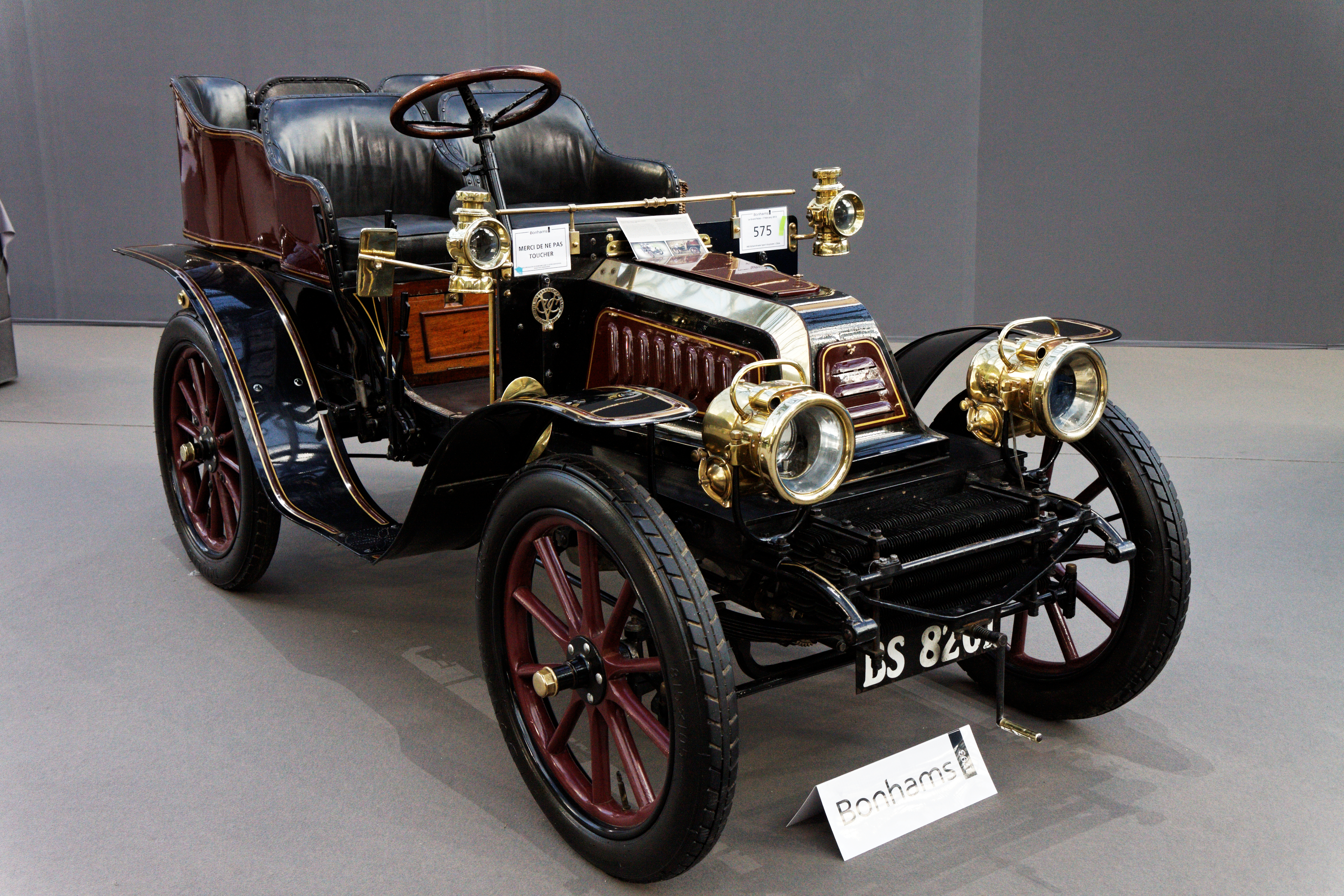
Richard-Brasier 12CV Tonneau

У 1903 році фірма припиняє виробляти велосипеди, повністю віддавшись автомобілям. Бразьє будує нові спортивні машини, 14-сильний автомобіль 1903 року під управлінням інженера розвиває швидкість до 115 км на годину на відрізку траси в Шато-Тьєррі, ця модель виграє перегони у Франції, Швейцарії і навіть у США (в Нью-Йорку). Натхненний таким результатом, Рішар вирішує взяти участь у марафоні Париж-Мадрид, для нього готується чотири автомобілі, на одному з яких взяв участь сам Рішар. Марафон цей, сумно відомий численними аваріями і загибеллю учасників, не оминув нещастям і Жоржа Рішара, який по дорозі в Ангелем, щоб залишити життя випадковому роззяві, який вийшов на дорогу подивитися на хід гонок, влітає на повному ходу в дерево. Як результат аварії травма тазу робить інженера і автовиробника калікою на все життя, однак, не дивлячись на це, три інші автомобілі фінішують у Бордо без всяких поломок і пригод. Жорж проходить довге лікування та реабілітацію, оскільки він постійно був відсутній, то він тимчасово передає всі повноваження на ведення справ компанії честолюбному і марнославному Бразьє.
До 1904 року Бразьє будує потужний 9.9 л спортивний мотор, маючи чотири циліндри, у нього було два нижніх розподілвала, які приводили в дію клапани з бічним розташуванням. Розвивав цей величезний мотор пристойні у ті часи 80 к.с., шасі автомобіля виготовили методом штампування з листової сталі, 3-ступінчаста трансмісія у потужного автомобіля приводила задні колеса за допомогою ланцюга, але були й інновації в конструкції цього авто, наприклад, амортизатори, які використовувалися на всіх спортивних «Mors» з 1902 року, як сидіння для гонщика і його механіка виступав бензобак, на цей крок інженер пішов, щоб знизити центр ваги і зменшити вагу автомобіля. 20 травня в Арденнах проходять відбіркові заїзди, відбираються екіпажі, які представлятимуть країну на самих гонках, на заїзди виставляється 29 екіпажів, управляв Richard-Brasier нікому невідомий випробувач фірми Decauville — Леон Тері, після того як Panhard et Levassor Анрі Фармана сходить з дистанції, Леон Тері приходить першим до фінішу, чим і спромагається честі представляти Францію на кубку Гордона Беннета, що проходив 17 червня неподалік від Франкфурта в горах Таунуса. Німеччину, за яку приїхав «вболівати» найясніший імператор Вільгельм II, представляв бельгієць Каміль Дженатці і француз граф П'єр де Катер, що виступали на Benz, перший роком раніше вже завойовував кубок, і тому вся надія була на нього. Дженатці першим подолав на автомобілі рубіж швидкості за 100 км на годину, але був той автомобіль з електричною тягою. Також честь Німеччини відстоював 100-сильний Opel, за кермом якого був представник компанії — Фрітц Опель. Австрія виставила три екіпажі, які виступали на виготовлених на потужностях Austro-Daimler автомобілях марки Mercedes, за кермом яких сиділи Едгар Браун, Крістіан Вернер і Уорден. Бельгію представляли автомобілі марки Pipe, якими управляли Люсьєн Хотвас, Ожьє і Кравець. За Велику Британію боролися два Wolseley з Сідні Гірлінгом і Чарльзом Джерроллом як капітани, а також одна Napier з Еджем за кермом. Італія також була представлена потужним представником — гоночними FIAT, управляли якими Вінченцо Лянча, Алессандро Каньйо і Сторер. Для французів, команду, окрім Тері, становили Салерон на Mors і Анрі Руж'є на Turcat-Mery.

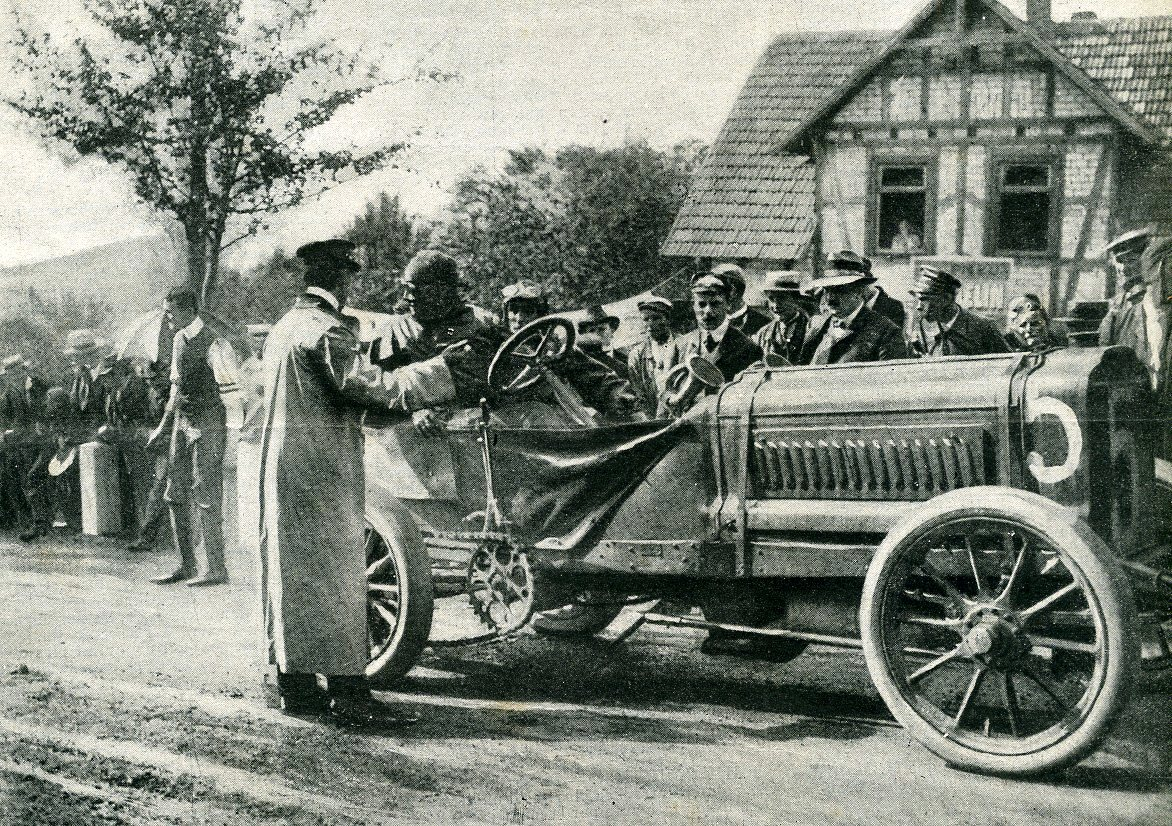
Richard-Brasier 80CV під час гонок 1904 року

Під час змагань у автомобіля Тері пошкоджуються лопаті вентилятора, однак поломка не заважає зайняти Тері лідируючу позицію в кінці третього кола, і той, отримавши такий подарунок долі, не спускає темпу до самого фінішу, не даючи іншим жодного шансу на перемогу, прийшовши попереду двох «Benz». Середня швидкість останніх кіл, пройдених Тері, дорівнювала 89 км на годину. Перемога викликала великий резонанс у Франції — Бразьє, Тері і Мюллер запросили до Єлисейського палацу, де їх удостоїв своєю аудієнцією президент республіки — Еміль Лубе.

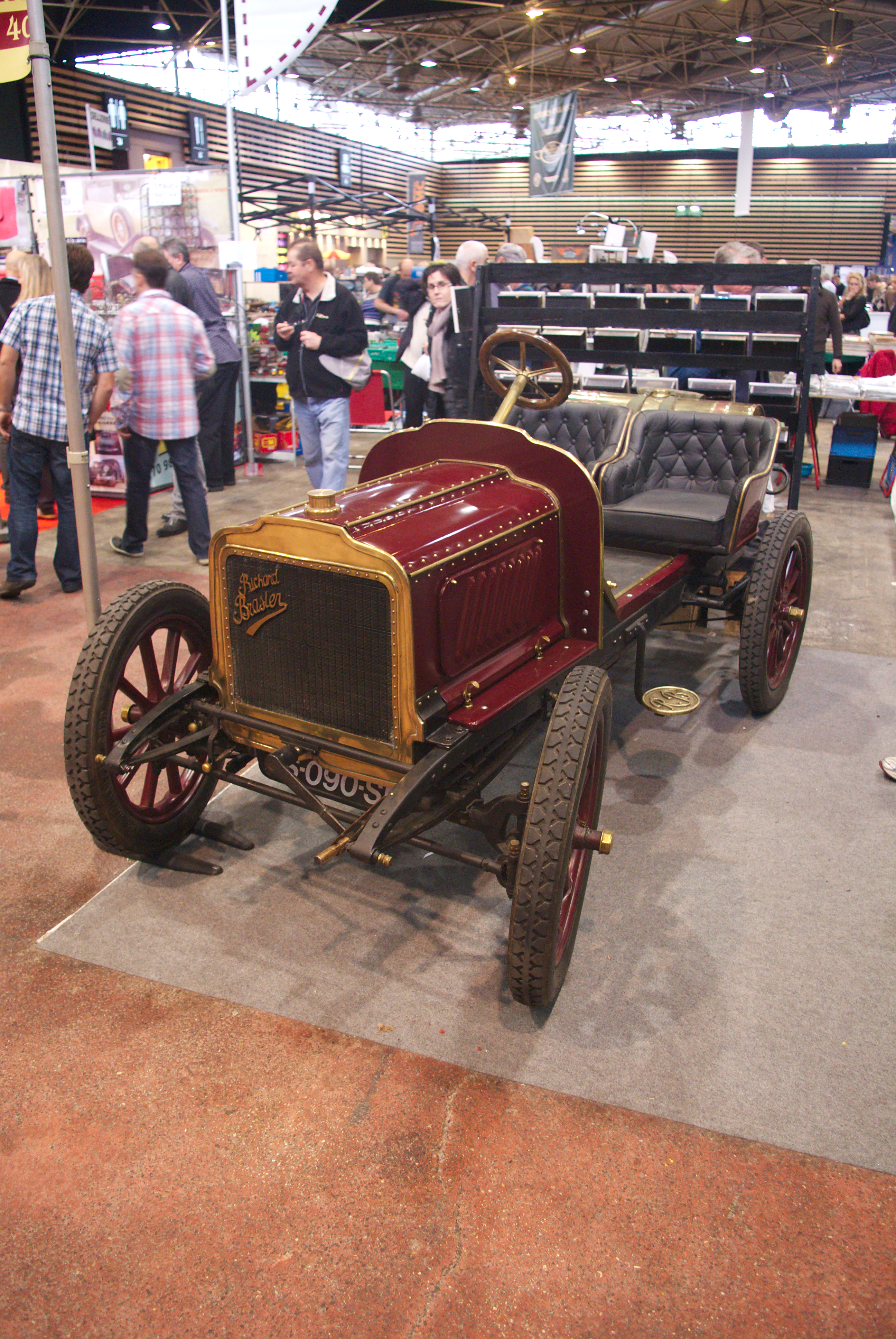
Richard-Brasier 16CV. 4-циліндрова машина 1904 року

На тлі всіх цих радісних подій Бразьє, скориставшись фізичною відсутністю Жоржа Рішара, який лікувався, і відсутністю інтересу до компанії у Фелікса-Максима Рішара, який присвячує весь свій час своїм новим дітищам — фірмам Ajax і Petit et Cie, перша починає випускати знятий з виробництва ліцензійний Vivinius, він же Le Poney, а друга — велосипеди, і оголошує себе директором і господарем фірми, звільнивши обох братів з ними ж створеної компанії. Бразьє продовжив випускати автомобілі під маркою Richard-Brasier, розширивши ринок збуту автомобілів, причому поставляв автомобілі він і в таку екзотичну країну як Філіппіни, де автомобіль цієї марки став взагалі першим моторизованим транспортним засобом.

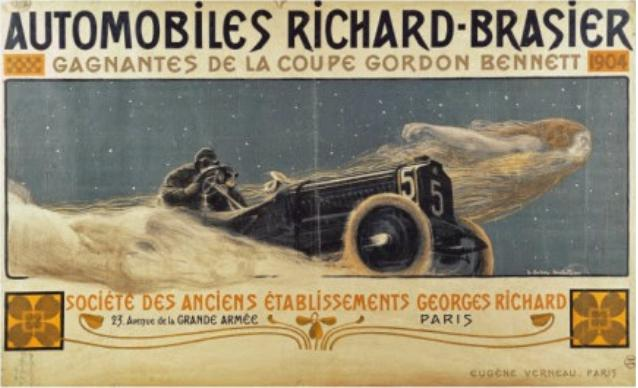
Richard-Brasier 80CV, що прийшов першим у кубку Гордона Беннета в 1904 році

У 1905 році гонки на «Кубок Гордона Беннетта» проводилися у Франції, оскільки представник цієї країни виграв торішні змагання. Місце проведення вибирали брати Мішлен, що зупинили свій погляд на містечку Клермон-Ферран, де повинні були стартувати і фінішувати потому 137 автомобілів. Траса була дуже складною, всього було близько 150 поворотів і мало місць, де можна було б вичавити максимальну швидкість з «болідів», плюс горбиста місцевість проведення змагань мала безліч перепадів висоти. Для цих змагань будують три спортивні автомобілі, конструкція яких була аналогічна торішньому, але об'єм мотора збільшили до 11.2 л, а потужність дорівнювала 96 к.с.. У відбіркових заїздах, що проходили 16 червня, на першому колі найкращий час показує Вагнер, який керував автомобілем Darracq. На третьому колі Леон Тері наздоганяє конкурента і показує кращий час — годину і 42 хвилини, слідом за ним слідує другий автомобіль марки під управлінням Кайуа, третій автомобіль фінішує 12. П'ятого липня 1905 року проходили самі гонки, при скупченні 80000 глядачів на старті красуються краса і гордість Франції, Великої Британії, Німеччини та Італії. Від Франції було заявлено дві Richard-Brasier під управлінням Тері і Кайуа, а також Dietrich з Арутором Дюрейем за кермом, за Німеччину відповідало три «Benz» з Дженатці, де Катером і Вернером. Австрія була представлена «Мерседесами», якими управляли Браун, Бертон і Хіронімус, а італійці Феліче Наццаро, Каньйо і Вінченцо Лянча ганяли на FIAT. Бельгійці цього року не брали участі, зате з'являються гонщики із США на автомобілях Pop-Toledo і Locomobile, першими двома управлялися Літл і Дінглі, за третій відповідав Трейсі. Честь британського прапора відстоювали автомобілі Wolseley, на яких виступали Чарльз Ройс і Б'янкі, а на Napier — Ірп. Боротьба видалася спекотна, після проколу покришки Тері на першому колі гонку очолив Вінченцо Лянча, Тері швидко замінив колесо і кинувся в погоню, але й на другому колі Лянча лідирував, а Тері відставав від нього на 13 хвилин. На третьому колі Лянча відчував труднощі з мотором, і тепер боротьба розпалюється між Тері і Наццаро, в якій до загальної радості французів перемогу здобуває їх співвітчизник — Леон Тері. Тим самим Тері стає останнім гонщиком, який виграє кубок, розігруваний Джеймсом Гордоном Беннетом, оскільки це були останні гонки, що проводилися під його егідою.
Це був тріумф марки, оскільки ці гонки збирали найкращих із найкращих з різних країн, і практично нікому до Тері і Richard-Brasier не вдавалося двічі поспіль завоювати чемпіонський кубок. Бразьє отримує Орден Почесного легіону, Тері вручають скромнішу нагороду — срібну Медаль офіцера академії. Після тієї перемоги Тері італієць Наццаро назвав француза «хронометром», ця кличка закріпилася за Тері до самої його смерті в 1912 році (помер він від туберкульозу).
Після великої перемоги Бразьє нескромно називає продукцію тепер уже своєї фірми «Наполеоном серед автомобілів», а перемогу в гонках — не інакше як «гоночний Аустерліц». Наприкінці року Анрі Бразьє, бажаючи позбутися асоціації з Жоржем Рішаром, вилучає з назви марки прізвище братів-засновників, тепер машини, що випускалися на заводах в Іврі-Порт, носять ім'я Brasier, а фірма перейменовується в Société des Automobiles Brasier. Колишній компаньйон Рішар залишає емблемою своїх автомобілів чотирилисну конюшину, яким прикрашали брати свою продукцію з 1893 року. Марка Brasier проіснувала до лютого 1929 року.

## Список автомобілів Georges Richard
- 1897 — Georges Richard 3.5CV
  - Georges Richard 4CV
- 1898 — Georges Richard 7CV
- 1899 — Georges Richard 3CV Le Poney
- 1901 — Georges Richard 6CV
  - Georges Richard 10CV
  - Georges Richard Type 1
- 1902 — Georges Richard 15/20CV
  - Georges Richard 10/12CV
  - Georges Richard 5CV

## Список автомобілів Richard-Brasier
- 1903 — Richard-Brasier 12CV
  - Richard-Brasier 14CV
- 1904 — Richard-Brasier 16CV